# ادواردو لوییس کارلوتو
ادواردو لوییس کارلوتو (انگلیسی: Eduardo Carloto؛ زادهٔ ۴ آوریل ۱۹۸۱) بازیکن فوتبال اهل برزیل است.
از باشگاه‌هایی که در آن بازی کرده‌است می‌توان به باشگاه فوتبال پروجا، باشگاه فوتبال بنونتو، باشگاه فوتبال ونتزیا، و باشگاه فوتبال اینتر میلان اشاره کرد.